# Ben Roy Mottelson
Ben Roy Mottelson (9. července 1926 Chicago, Illinois, USA – 13. května 2022) byl dánský fyzik narozený v USA, zabýval se jadernou fyzikou a kvantovou mechanikou. Je nositelem Nobelovy ceny za fyziku, kterou obdržel v roce 1975 spolu s Aage Nielsem Bohrem a Jamesem Rainwaterem.

## Biografie
Narodil se v Chicagu jako druhé dítě Goodmana Mottelsona a jeho ženy Georgie, rozené Blumové. Maturoval na Lyons Township High School ve městě LaGrange. V roce 1947 získal Bachelor's degree na Purdue University a poté Ph.D. na Harvardu v roce 1950. V roce 1957 v rámci harvardského programu Sheldon Treveling Fellowship přesídlil do Kodaně na Institute for Theoretical Physics (nyní Niels Bohr Institute), setrval tu a v roce 1957 stal se profesorem na nově vzniklém Nordic Institute for Theoretical Physics (Nordia).
V roce 1948 si vzal za ženu Nancy Jane Renoovou. Páru se postupně narodily tři děti, Melcolm Graham (* 1950), Daniel John (* 1953) a Martha (* 1954). Roku 1975 se rozvedl. Podruhé se oženil v roce 1983, kdy si vzal za ženu Brittu Marger Siegumfeldtovou. V roce 1971 přijal dánské státní občanství.
Profesor Mottelson byl členem Vědecké rady zaštiťující organizaci The Bulletin of the Atomic Scientists, která upozorňuje na negativní důsledky vědeckého pokroku.

## Fyzika
V letech 1950–1951 James Rainwater a Aage Bohr vyvinuli modely atomového jádra, které začaly brát v úvahu chování jednotlivých nukleonů. Tyto modely se posunuly přes zjednodušené hydrodynamické pojetí jádra bez vnitřní struktury a byly první, které pomohly vysvětlit řadu vlastností atomových jader včetně nesférického (tj. nekulového) rozmístění náboje některých jader. Mottelson pracoval s Aage Bohrem na porovnávání teoretických modelů s daty získanými pokusy. Ve třech pracích, publikovaných mezi lety 1952–1953, ukázali úzkou souvislost mezi teorií a výsledky pokusů, svědčících například o tom, že energetické hladiny některých jader by mohly být popsány pomocí rotačního spektra. Tato práce podpořila další teoretické a experimentální studie.
Bohr a Mottelson pokračovali v práci společně a publikovali dvousvazkovou monografii Nuclear Structure, první díl Single-Particle Motion vyšel v roce 1969 a druhý díl Nuclear Deformations v roce 1975.
Bohrovi, Mottelsonovi a Rainwaterovi byla udělena Nobelova cena za fyziku v roce 1975 za objev vztahů mezi pohybem jádra atomu a pohybem částic uvnitř tohoto jádra a rozvoj teorie struktury atomových jader na základě těchto vztahů. Tato teorie je známa jako kolektivní model.